# Clinique
Clinique Laboratories es una empresa estadounidense dedicada a la fabricación de productos para el cuidado de la piel, cosméticos, artículos de tocador y fragancias, generalmente comercializados en tiendas departamentales de alta gama. Es una subsidiaria de Estée Lauder Companies. Desde 2019, Clinique cuenta con más de 22 000 consultoras de atención al cliente en todo el mundo.

## Antecedentes
En 1967, la revista estadounidense Vogue publicó un artículo titulado «¿Se puede crear una piel perfecta?», escrito por la editora de belleza Carol Phillips junto con Norman Orentreich, donde se analizaba la importancia de una rutina de cuidado de la piel. Evelyn Lauder, nuera de Estée Lauder, leyó el artículo y se lo presentó a Estée. Tanto Phillips como Orentreich fueron contratados para ayudar a crear la marca y, en abril de 1968, Clinique se estrenó como la primera línea del mundo probada contra alergias y desarrollada por dermatólogos, en Saks Fifth Avenue de Nueva York, Estados Unidos, lanzando 117 productos.
Evelyn Lauder, ejecutiva de Estée Lauder y miembro de la familia Lauder, creó el nombre de la marca Clinique y desarrolló su línea de productos. También trabajó como directora de formación de Clinique. Fue la primera persona en llevar la característica bata blanca de laboratorio, ahora utilizada por las consultoras de Clinique en todo el mundo. Clinique fue la tercera marca «nacida» del Grupo Lauder, después de Estée Lauder y Aramis.
En 2008, Clinique anunció una asociación con Allergan, fabricante de Botox y antiguo socio cosmecéutico de Elizabeth Arden, que dio lugar a una nueva línea llamada Clinique Medical, disponible exclusivamente en consultorios médicos. El conjunto de cinco productos está diseñado para el cuidado de la piel antes y después de operaciones, y trata complicaciones como enrojecimiento, tirantez, ardor, irritación y decoloración, entre otros problemas que ralentizan el proceso de curación. En enero de 2020, Emilia Clarke se convirtió en embajadora de la marca Clinique.
En 2022, Clinique se lanzó en el metaverso y presentó una nueva campaña de NFT. Clinique estableció una colaboración con la Escuela de Medicina Icahn del Hospital Mount Sinai de Nueva York para crear un centro de investigación dermatológica.